# دونالد هارپر
دونالد هارپر (انگلیسی: Donald Harper; ۴ ژوئن ۱۹۳۲ – ۳۰ نوامبر ۲۰۱۷) شیرجه‌رو و ژیمناست اهل ایالات متحده آمریکا بود.
وی در مسابقات کشوری و بین‌المللی در مجموع برندهٔ ۱ مدال طلا، ۲ مدال نقره شده‌است.